# (6925) Susumu
(6925) Susumu (1993 UW2) – planetoida z pasa głównego asteroid okrążająca Słońce w ciągu 4,77 lat w średniej odległości 2,83 j.a. Odkryta 24 października 1993 roku.